# Museo Majit Gafuri
Il museo Majit Gafuri è la casa memoriale dello scrittore e poeta nazionale della Baschiria, Majit Gafuri (1880 - 1934), nella città di Ufa.

## Storia e descrizione
La casa-memoriale di Majit Gafuri, aperta a gennaio del 1948 (14 anni dopo la morte di Gafuri), è uno dei primi musei letterari nella Repubblica dei Baschiri. Mazhit Gafuri visse in questa casa dal 1923 fino alla sua morte nel 1934. Il memoriale è ospitato in un edificio dell'inizio del XIX secolo ed è composto da sei sale. Tre delle sei sale del museo ricreano esattamente l'interno delle stanze in cui Gabdelmazhit Nurganievich visse con la sua famiglia dal 1923 al 1934: il soggiorno, la camera da letto e lo studio.
Le restanti tre, che costituiscono la collezione principale, contengono una mostra permanente che racconta vita e l'opera del poeta nazionale della Baschiria, non solo attraverso manoscritti, documenti e oggetti commemorativi, ma anche arredi che li sono appartenuti e dettagli interni della casa. Questo è uno dei primi musei letterari organizzati in Russia dopo la rivoluzione d'ottobre.
La casa-museo di Majit Gafuri è una filiale del Museo nazionale della Repubblica dei Baschiri ed è registrato nel registro dei beni culturali della Russia con il codice 0300026000.

## Galleria d'immagini

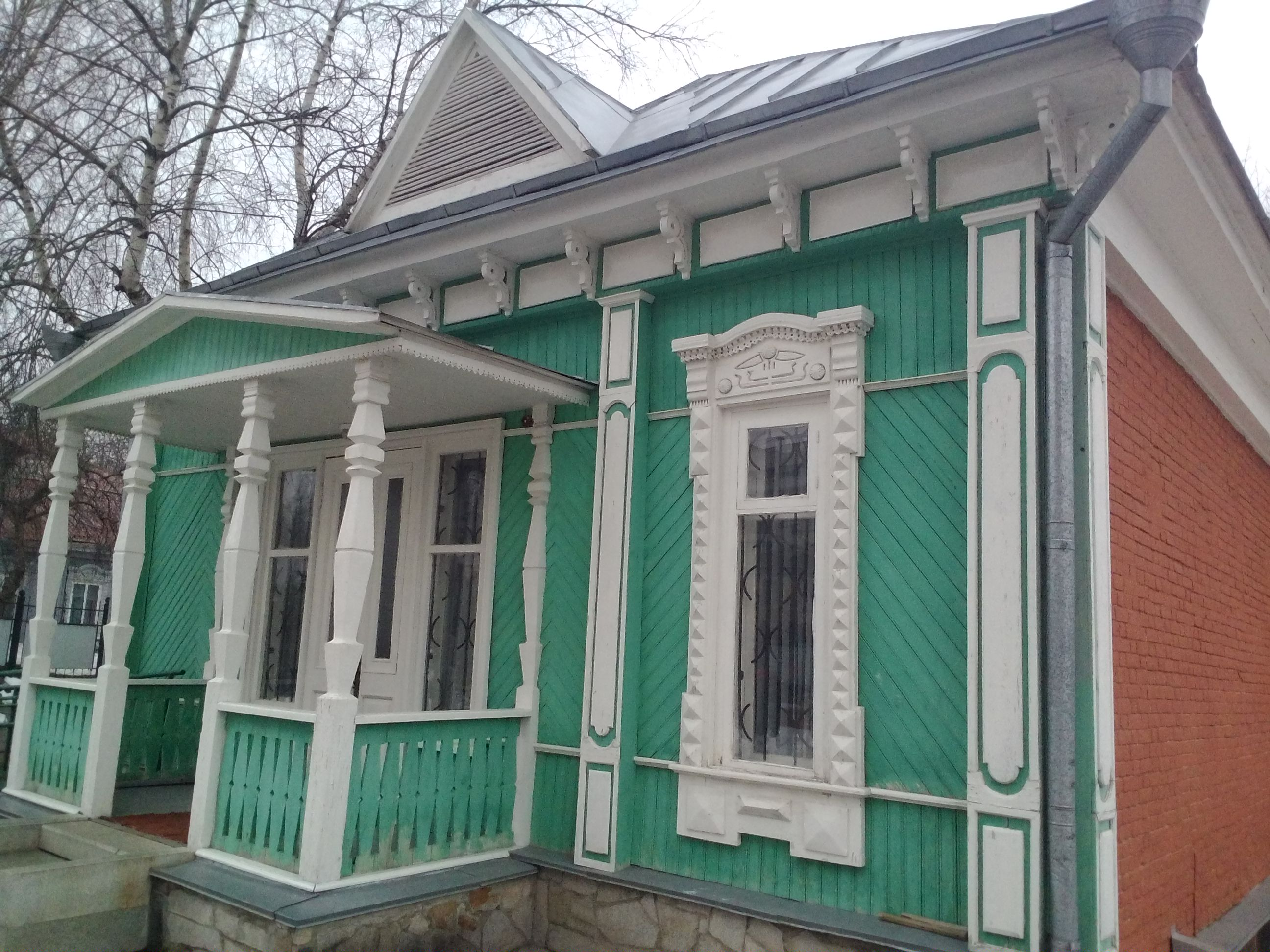
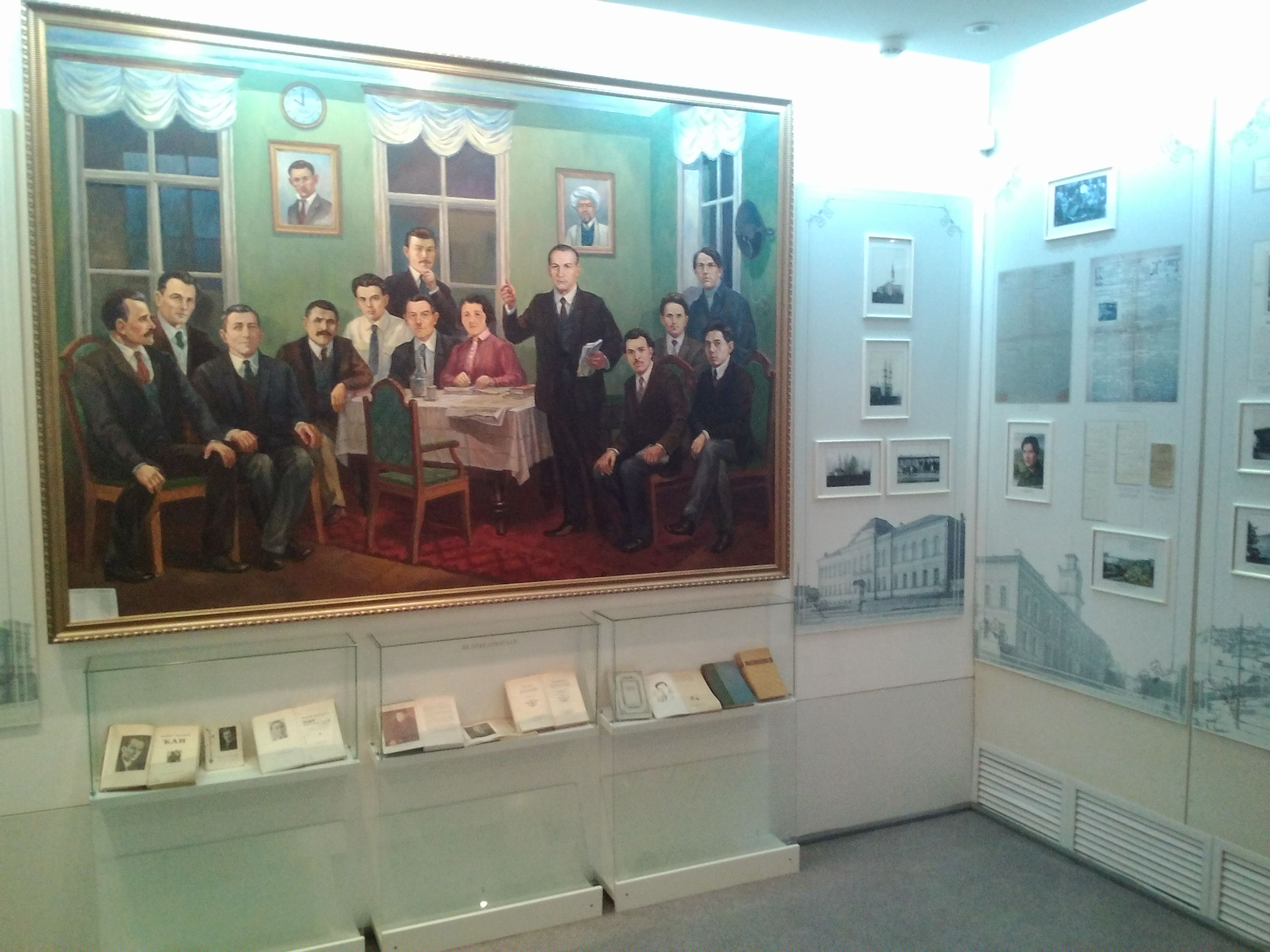
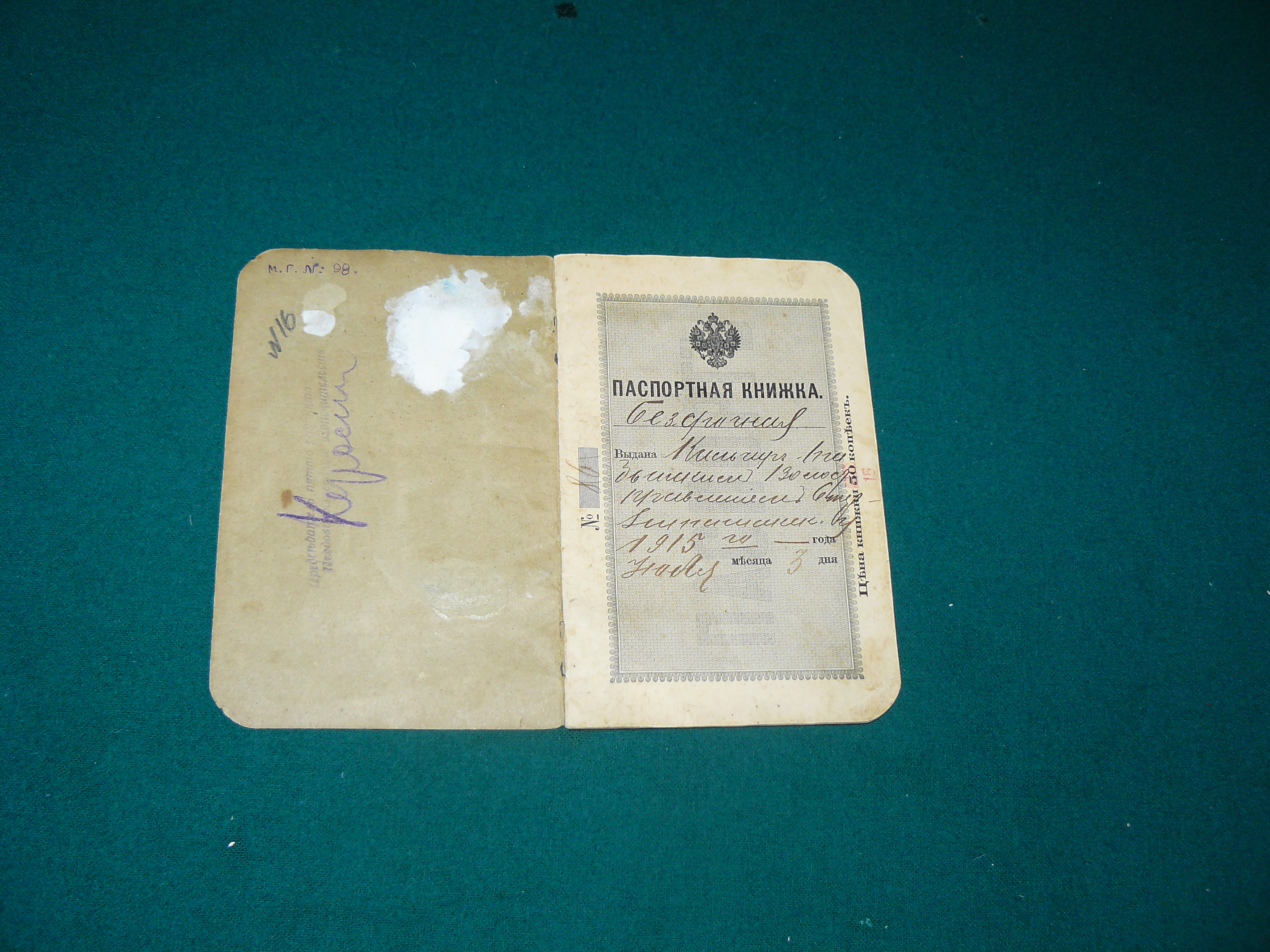
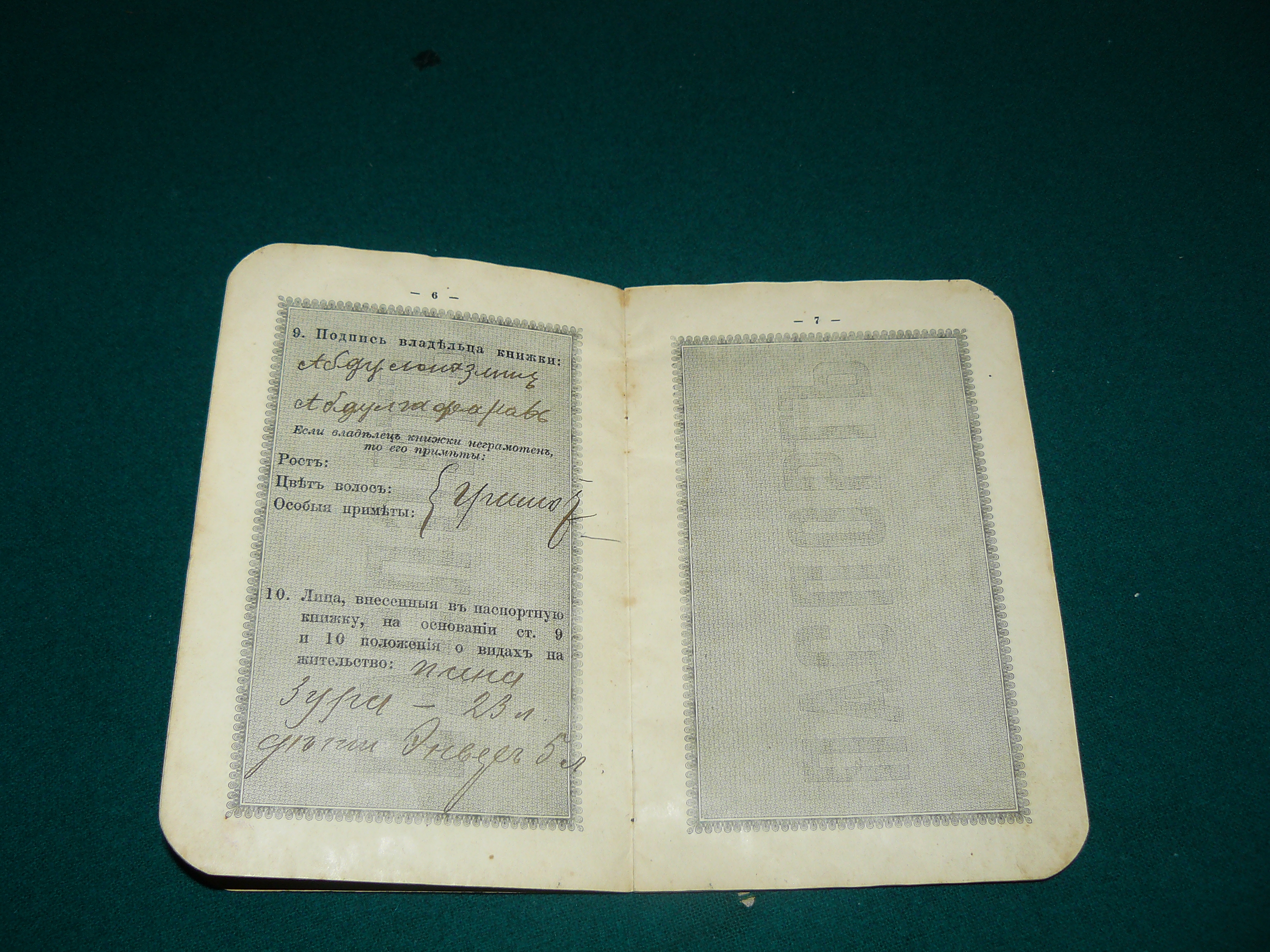
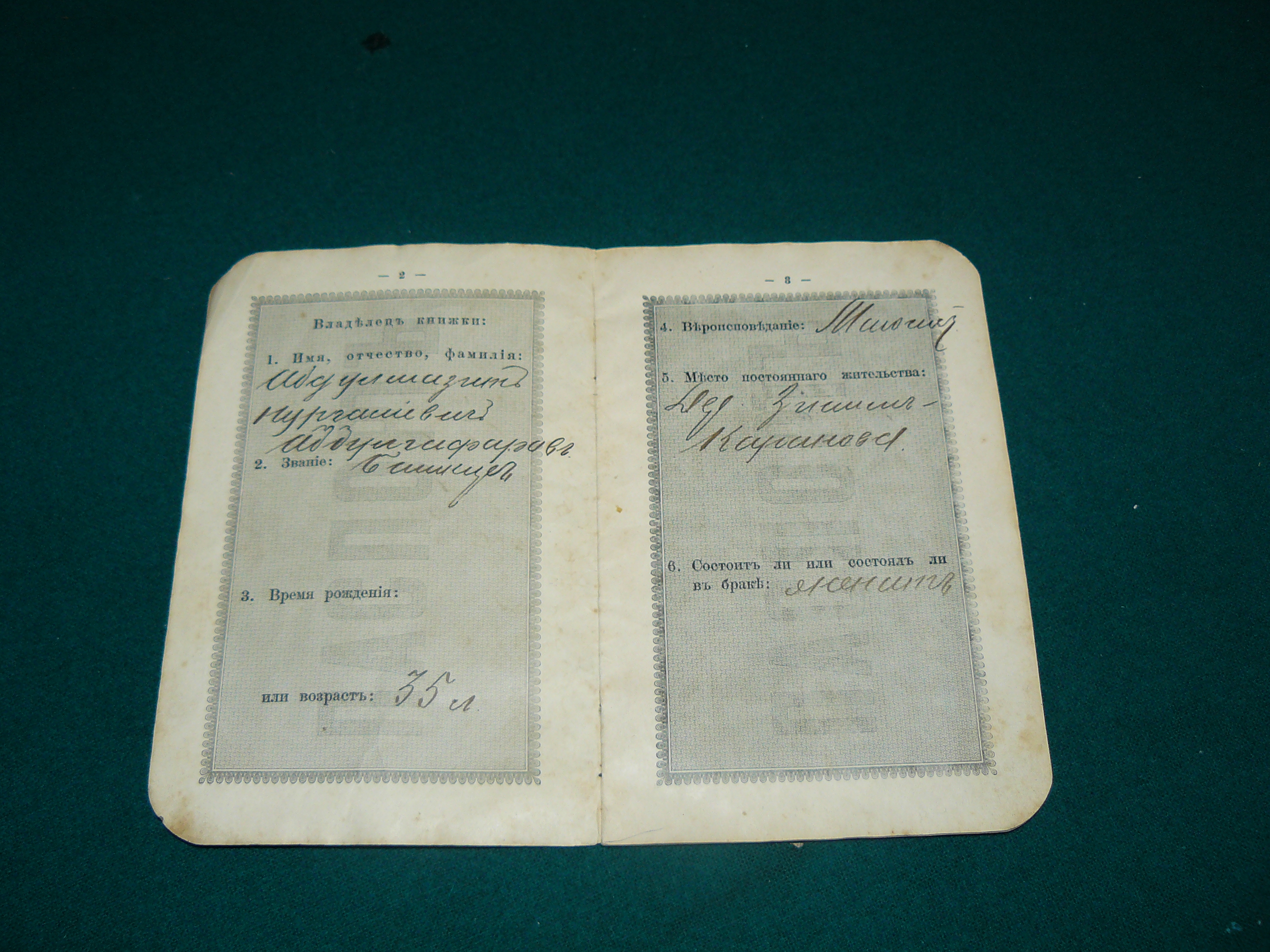
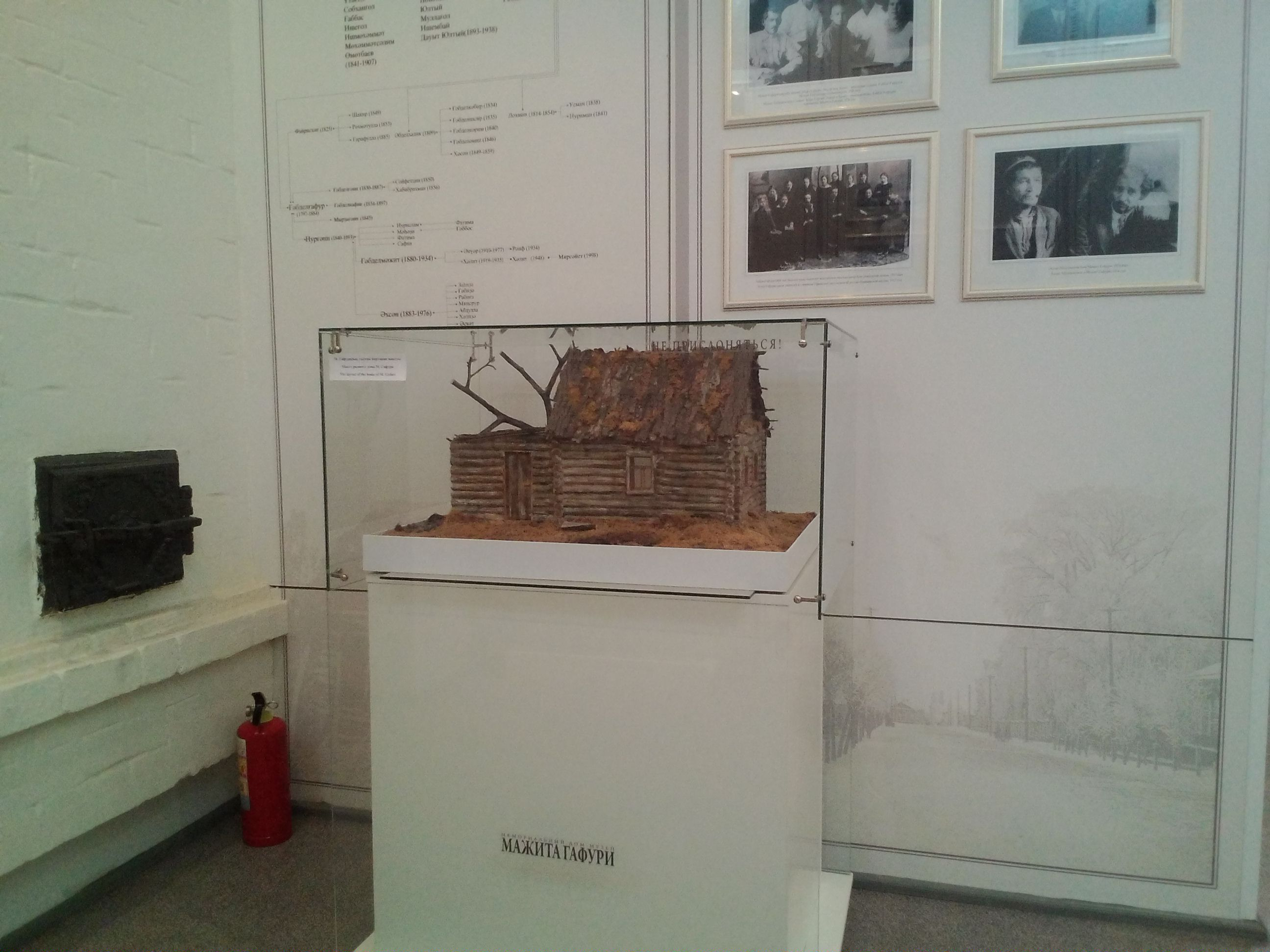
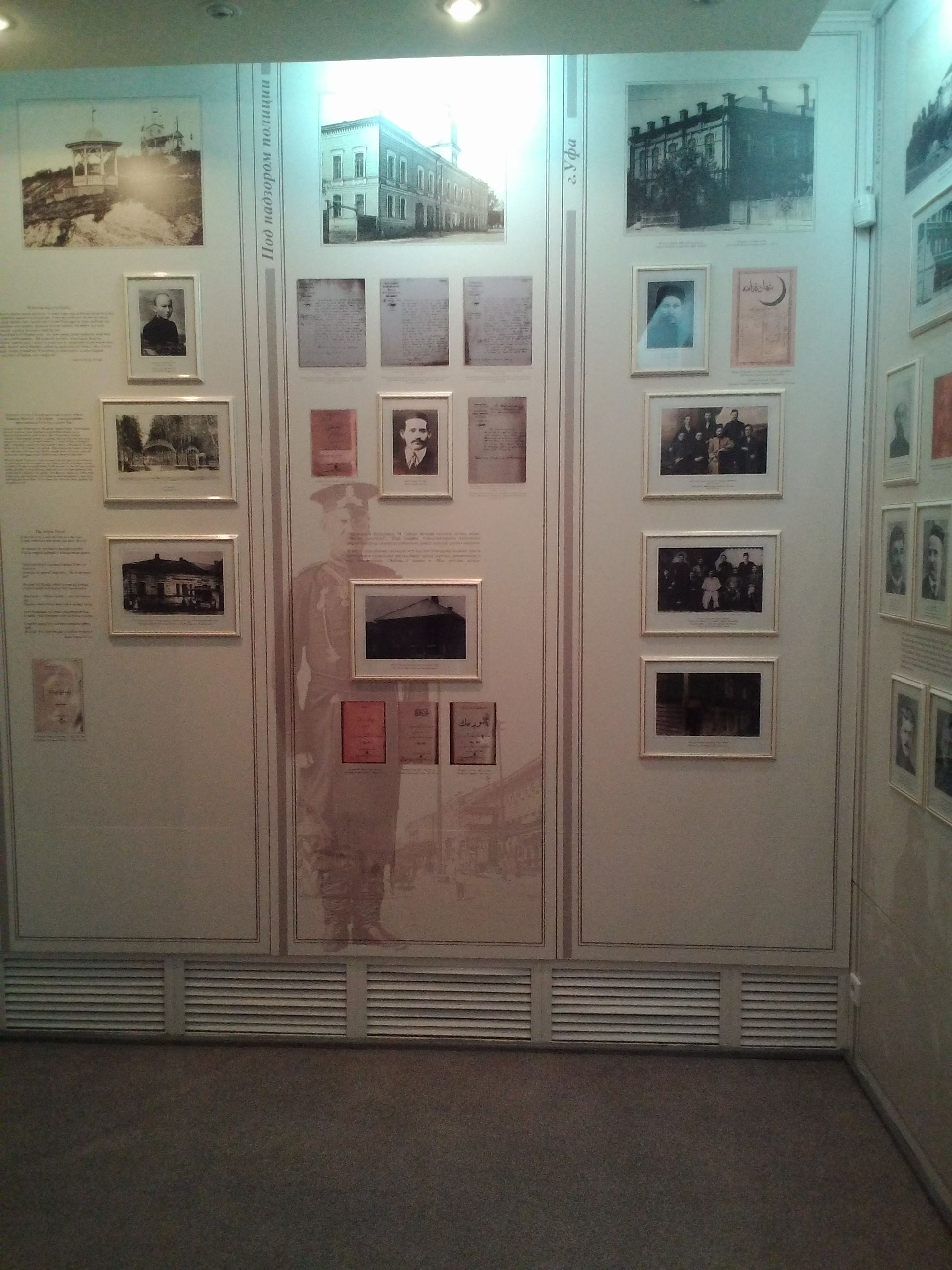
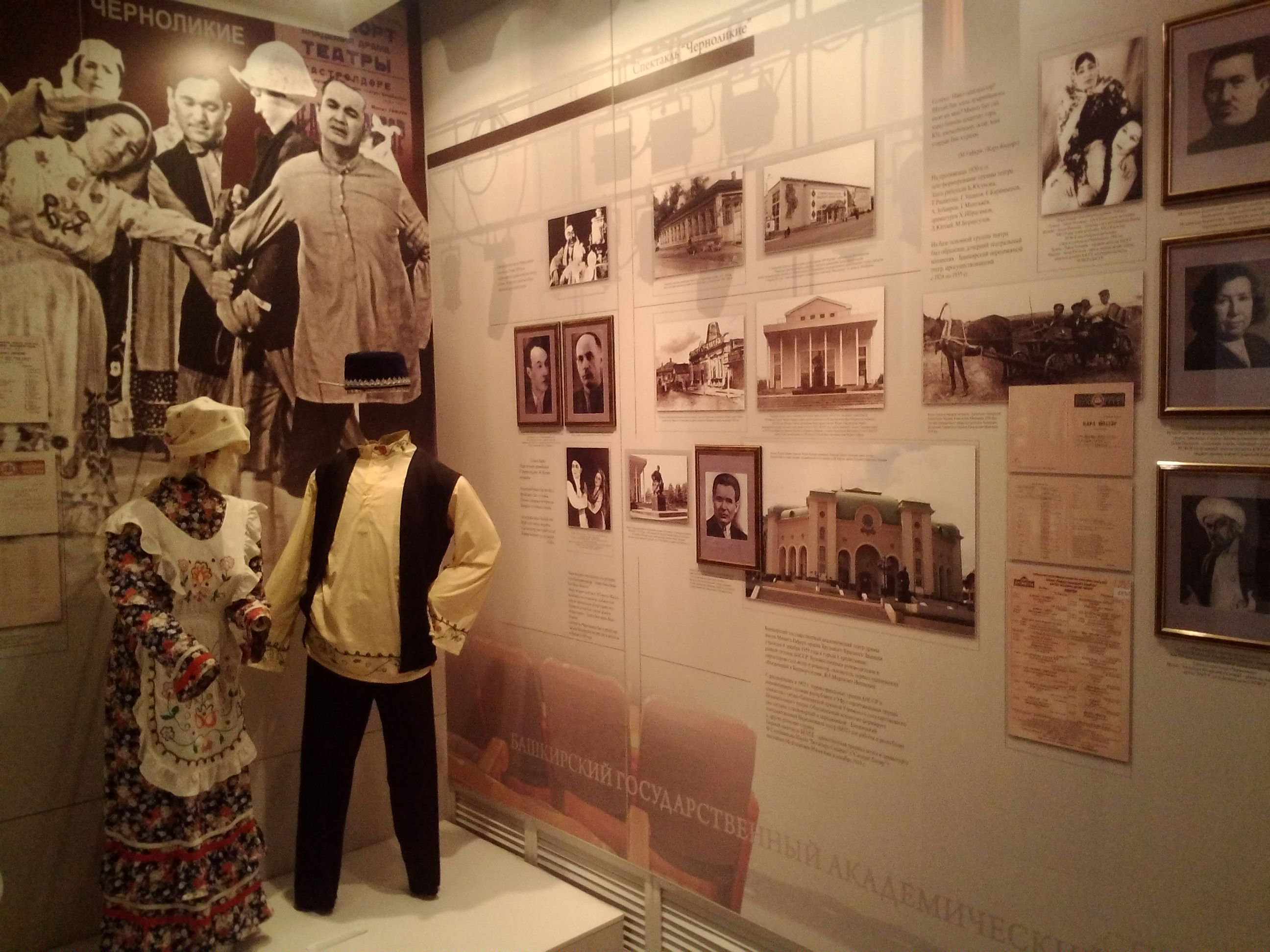
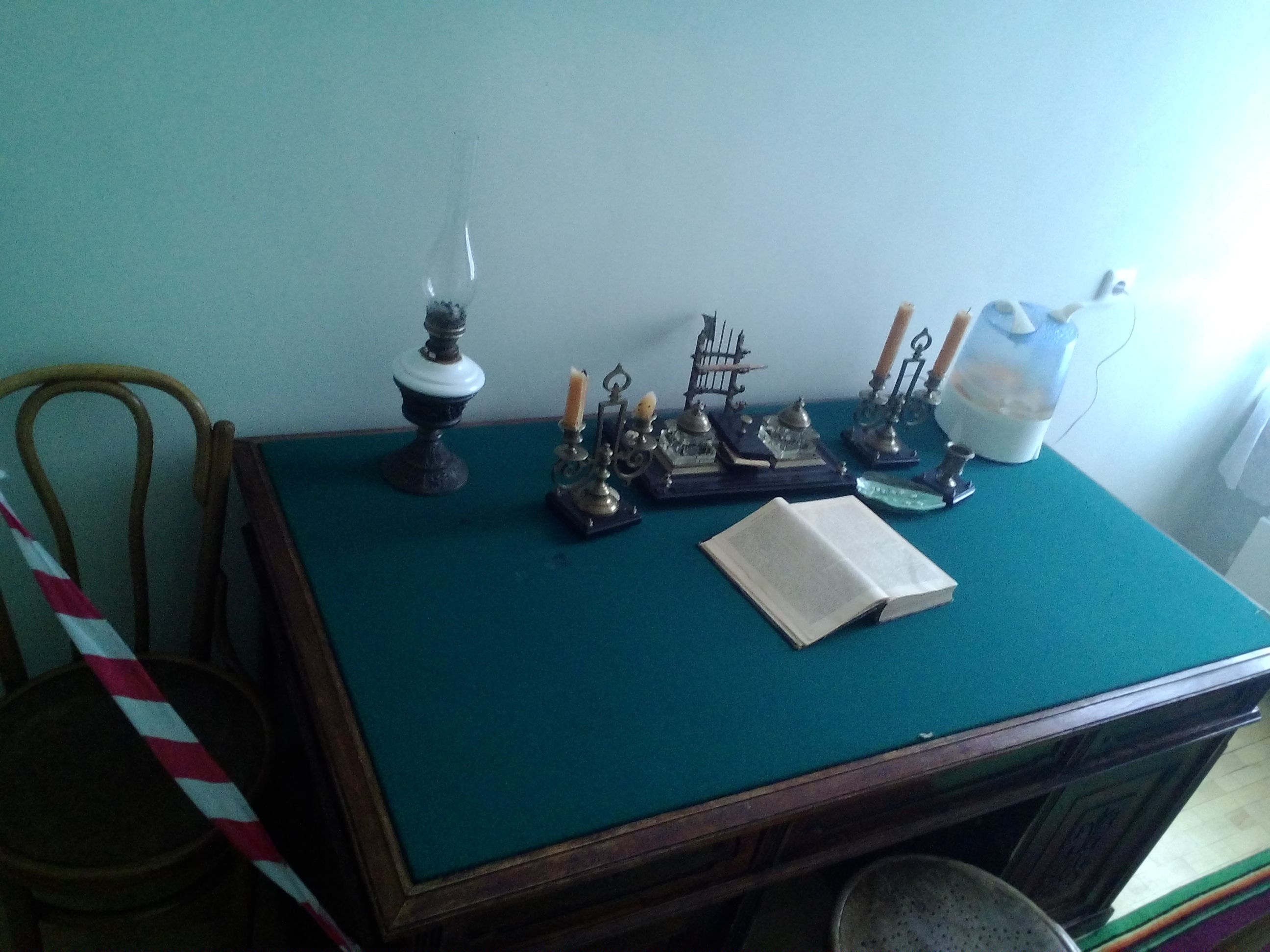
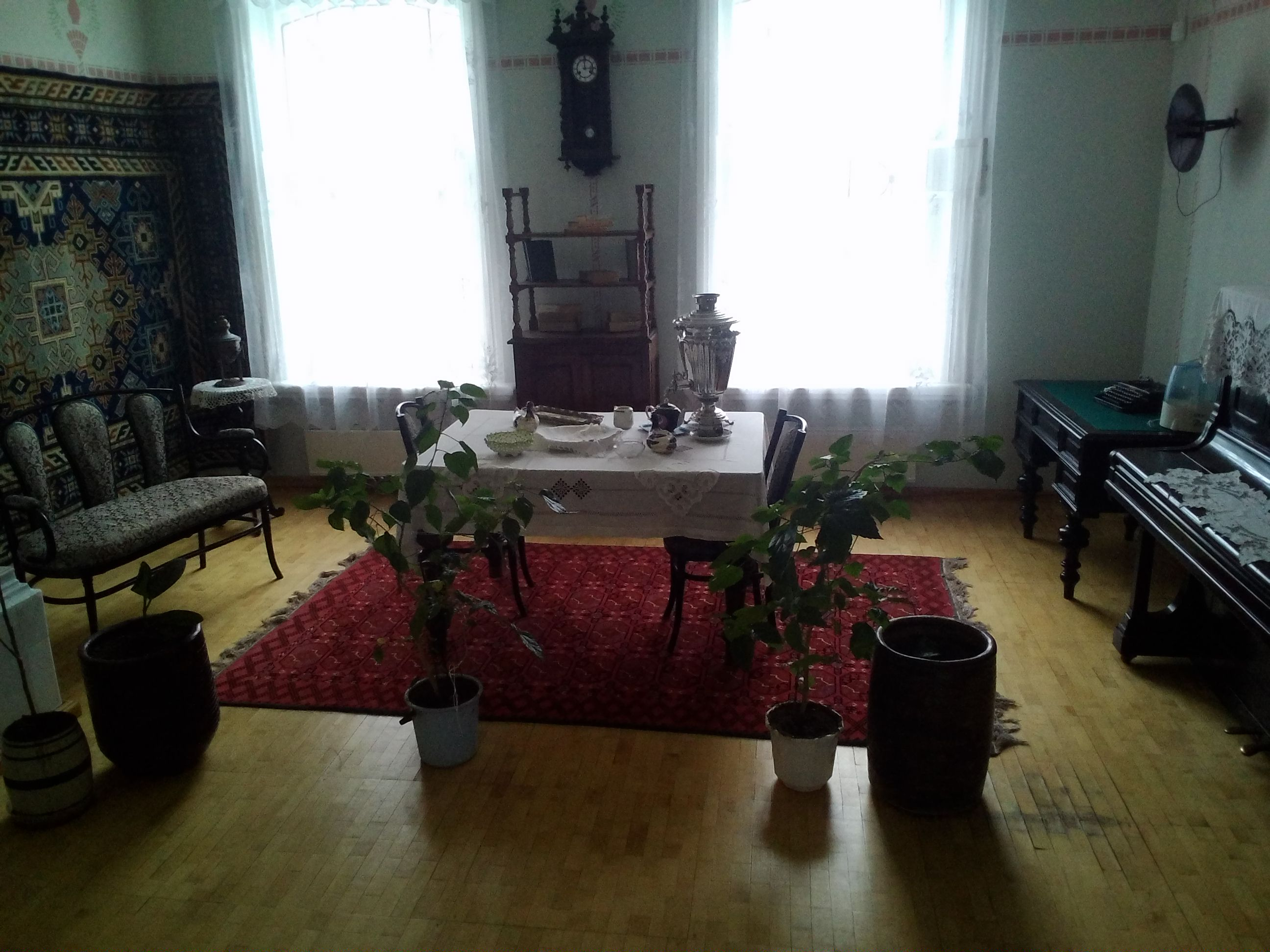
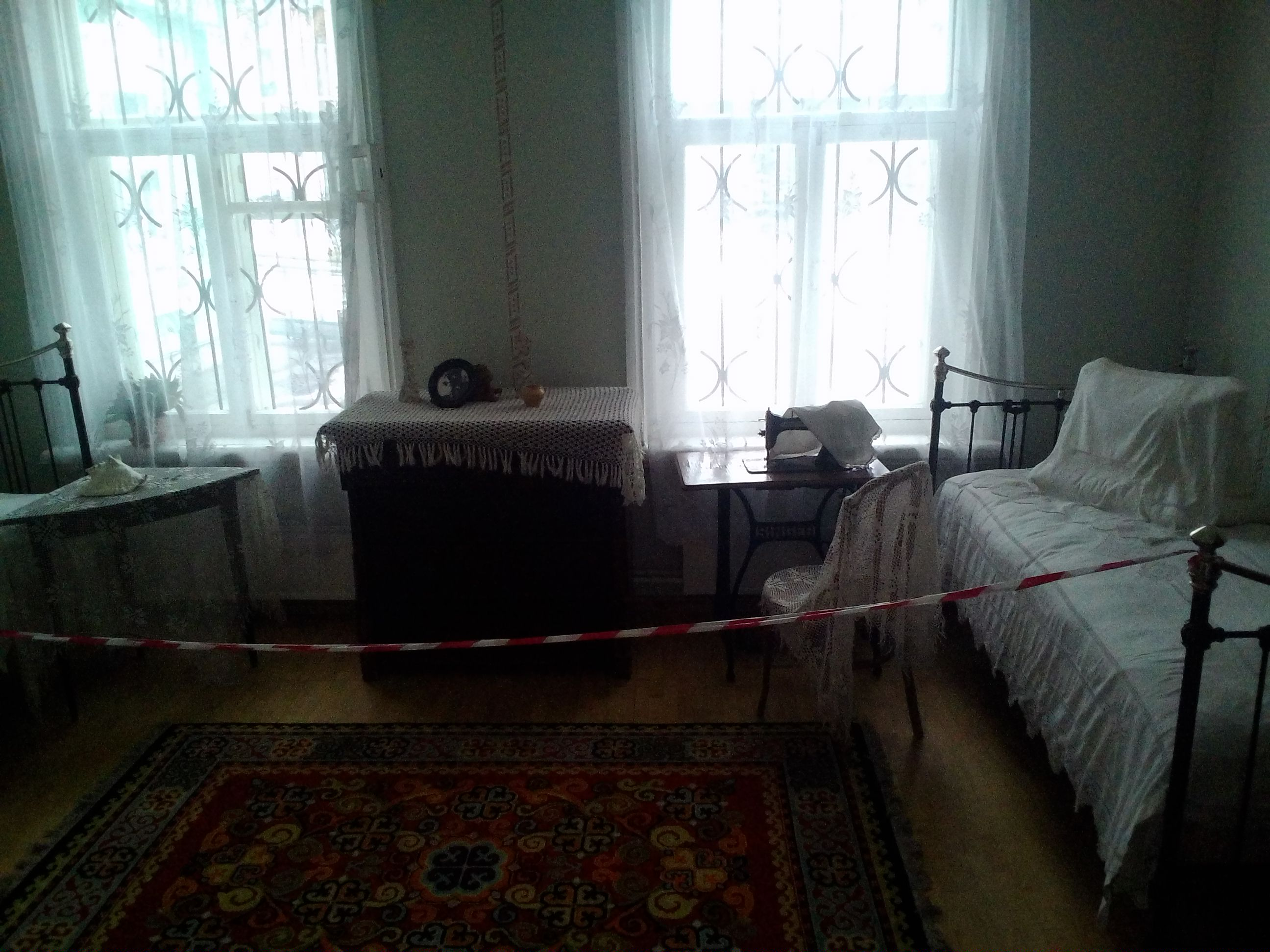
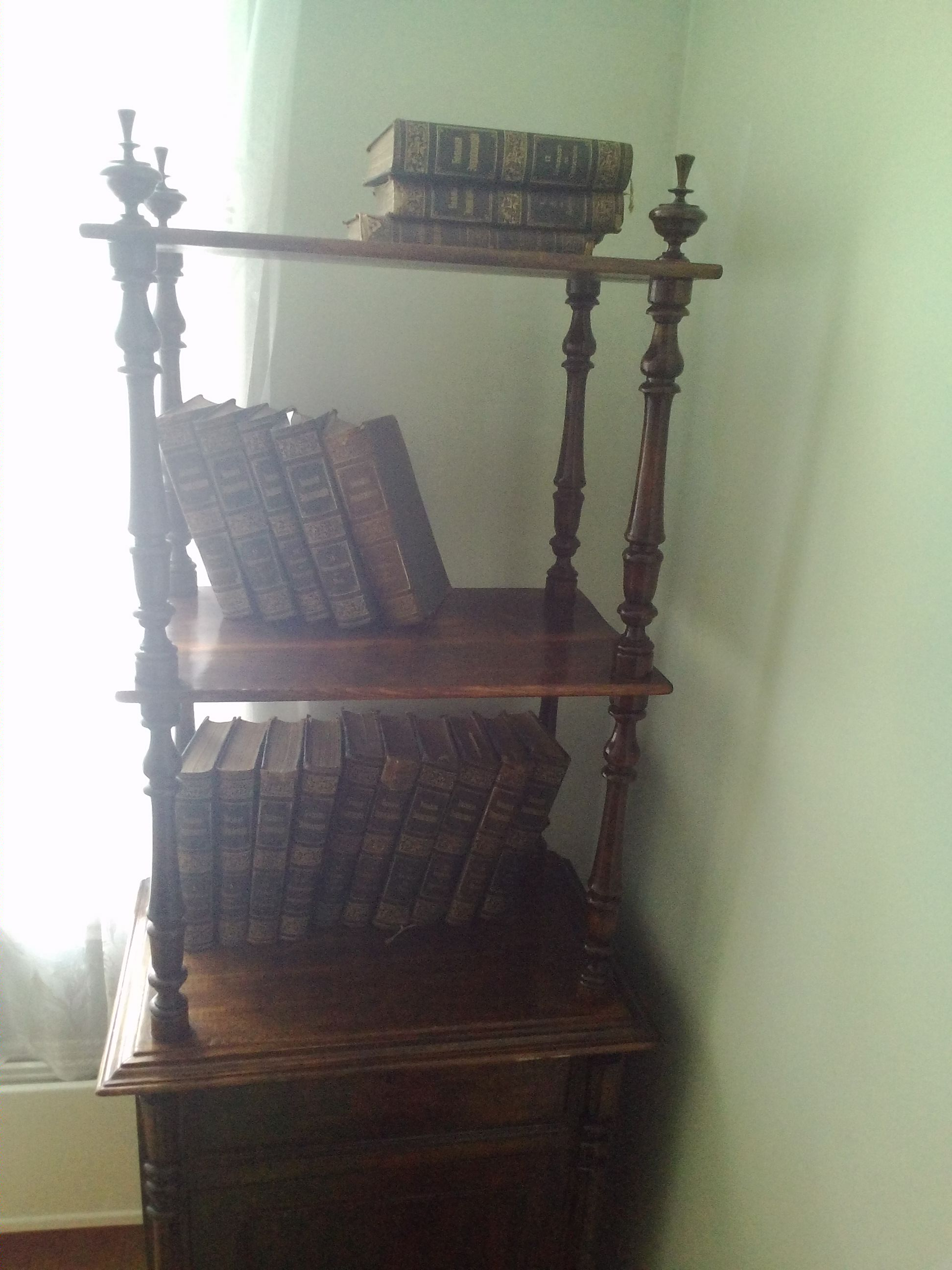